# Мартыново (Первомайский район)
Мартыново — деревня в Колкинском сельском округе Пречистенского сельского поселения Первомайского района Ярославской области России. 

## География
Деревня расположена в 26 км на северо-запад от райцентра посёлка Пречистое.

## История
Каменная Тихвинская церковь с колокольней была построена в 1803 году на средства прихожан. В ней было два придела: в холодной — Тихвинской Божией Матери, а в летней — во имя Святителя Николая. 
В конце XIX — начале XX века село входило в состав Черностанской волости Любимского уезда Ярославской губернии.
С 1929 года деревня входила в состав Хмелевицкого сельсовета Даниловского района, в 1935 — 1963 годах в составе Пречистенского района, с 1954 года — в составе Колкинского сельсовета, с 1965 года — в составе Первомайского района, с 2005 года — в составе Пречистенского сельского поселения.

## Население
| 1859 | 1914 | 2002 | 2007 | 2010 |
| ---- | ---- | ---- | ---- | ---- |
| 23   | ↗145 | ↘1   | →1   | →1   |

## Достопримечательности
В деревне расположена колокольня Церкви Тихвинской иконы Божией Матери (1803).